# Phoxocampus tetrophthalmus
Phoxocampus tetrophthalmus är en fiskart som först beskrevs av Pieter Bleeker 1858.  Phoxocampus tetrophthalmus ingår i släktet Phoxocampus och familjen kantnålsfiskar. Inga underarter finns listade i Catalogue of Life.